# Jalpatagua
Jalpatagua ( se deriva de Jal= aspiración, Atl= agua; Patlaguac = ancho, que significa río ancho) es un municipio sur-oriental del departamento de Jutiapa en la República de Guatemala. Tiene 204 km² que lo convierten en el tercer municipio más extenso de Jutiapa; además es uno de los más calurosos del departamento. 
Se encuentra  a 37 kilómetros de distancia de la cabecera departamental y a 102 km de la ciudad capital y a 20 km de la Aduana de Valle Nuevo, Frontera con El Salvador. Por Acuerdo Gubernativo del 8 de mayo de 1852 se dispuso que el pueblo de Jalpatagua fuera ascendido a la categoría de municipio, siempre perteneciendo a Jutiapa.
El Acuerdo del 16 de julio de 1,836 suprimió el municipio de Azulco y lo anexó como aldea a Jalpatagua. Su patrimonio principal es la agricultura y la ganadería. El fríjol que se produce en Jalpatagua tiene fama, se trata de fríjol negro de calidad. El municipio de Jalpatagua está integrado por 13 aldeas y 17 caseríos. Tras la Independencia de Centroamérica fue uno de los municipios originales del departamento de Chiquimula, en el Estado de Guatemala que se estableció oficialmente en 1825; en ese mismo año fue designado como sede de un circuito para la impartición de justicia por medio de juicios de jurados en el Distrito N.º3 (Mita).
En 1913, un fuerte terremoto que destruyó a Cuilapa también afectó seriamente a Jalpatagua.

## Religión
Su religión predominante es la Católica, su fiesta patronal se celebra del 18 al 22 de diciembre en honor a Santo Tomás Apóstol, su clima predominante es el cálido, se encuentra a 900 pies sobre el nivel del mar.

## Toponimia
El topónimo «Jalpatagua» proviene de las raíces «Jal» (español: «aspiración»), «Atl» (español: «agua») y del término «Patlaguac» (español: «río ancho»).[cita requerida]

## División política
Se divide en un pueblo, trece aldeas y diecisiete caseríos:
| Categoría | Listado |
| --------- | --- |
| Aldeas    | 1. Monzón 2. El Zapote 3. San Jerónimo 4. El Jicaral 5. Las Moritas 6. Azulco 7. Aceituno 8. San Francisco el Rosario 9. Tierra Blanca 10. Valle Nuevo 11. El Llano 12. San Ixtán 13. El Pajonal 14. El Sitio 15. El Coco 16. Sapuyuca 17. La Unión |
| Caseríos  | 1. La Esperanza 2. La Puerta 3. El Cuje 4. La Toma 5. El Marío 6. Laguna Recinos 7. El Salitre 8. El Jobo 9. El Platanar 10. El Amate 11. El Retozadero 12. El Rosario 13. Montecristo 14. El Tablón 15. El Gavilán 16. Los Limones                 |

## Geografía física
El municipio de Jalpatagua cuenta con una variada extensión y es por eso que cuenta con muchos lugares turísticos ya que los recursos naturales son muy abundantes en lo que respecta los  bosques, lagos, ríos, montañas, accidentes geográficos. Entre los lugares turísticos está el río Pululá que se encuentra a 12 km de la cabecera y cerca del río hay una cueva llamada «La Cueva de Andá Mirá» que contiene agua azufradas.

### Orografía
| Categoría | Listado |
| --------- | --- |
| Montañas  | La Montaña Municipal, Los Cerritos, El Caspirol, El Quebratal, El Mariconal y Los Micones                                                                          |
| Cerros    | 1. La Campana 2. Los Cerros de Montefresco 3. El Pajonal 4. Montes de Gavilán 5. Los Cerros del Astillero 6. El Tempisque 7. El Coyol 8. Del Bonete 9. Montecristo |

### Ubicación geográfica
- Norte: San José Acatempa y Quesada, municipios del departamento de Jutiapa
- Sur: 
  - República de El Salvador
  - Conguaco y Moyuta, municipios del departamento de Jutiapa
- Este: Jutiapa y Comapa, municipios de Jutiapa
- Oeste: Oratorio y Santa Rosa, municipios del departamento de Santa Rosa[3]

|                            | Norte: San José Acatempa Quesada              |                      |
| Oeste: Oratorio Santa Rosa |                                               | Este: Jutiapa Comapa |
|                            | Sur: República de El Salvador Conguaco Moyuta |                      |

## Gobierno municipal
Los municipios se encuentran regulados en diversas leyes de la República, que establecen su forma de organización, lo relativo a la conformación de sus órganos administrativos y los tributos destinados para los mismos.  Aunque se trata de entidades autónomas, se encuentran sujetos a la legislación nacional y las principales leyes que los rigen desde 1985 son:
| N.º | Ley                                                | Descripción |
| --- | -------------------------------------------------- | --- |
| 1   | Constitución Política de la República de Guatemala | Tiene una regulación legal específica para los municipios en los artículos 253 al 262. |
| 2   | Ley Electoral y de Partidos Políticos              | Ley de carácter constitucional aplicable a los municipios en el tema de la conformación de sus autoridades electas. |
| 3   | Código Municipal                                   | Decreto 12-2002 del Congreso de la República de Guatemala. Tiene la categoría de ley ordinaria y contiene preceptos generales aplicables a todos los municipios, e inclusive contiene legislación referente a la creación de los municipios.             |
| 4   | Ley de Servicio Municipal                          | Decreto 1-87 del Congreso de la República de Guatemala. Regula las relaciones entra la municipalidad y los servidores públicos en materia laboral. Tiene su base constitucional en el artículo 262 de la constitución que ordena la emisión de la misma. |
| 5   | Ley General de Descentralización                   | Decreto 14-2002 del Congreso de la República de Guatemala. Regula el deber constitucional del Estado, y por ende del municipio, de promover y aplicar la descentralización y desconcentración económica y administrativa.                                |

El gobierno de los municipios está a cargo de un Concejo Municipal mientras que el código municipal —ley ordinaria que contiene disposiciones que se aplican a todos los municipios— establece que «el concejo municipal es el órgano colegiado superior de deliberación y de decisión de los asuntos municipales […] y tiene su sede en la circunscripción de la cabecera municipal»; el artículo 33 del mencionado código establece que «[le] corresponde con exclusividad al concejo municipal el ejercicio del gobierno del municipio».
El concejo municipal se integra con el alcalde, los síndicos y concejales, electos directamente por sufragio universal y secreto para un período de cuatro años, pudiendo ser reelectos.
Existen también las Alcaldías Auxiliares, los Comités Comunitarios de Desarrollo (COCODE), el Comité Municipal del Desarrollo (COMUDE), las asociaciones culturales y las comisiones de trabajo. Los alcaldes auxiliares son elegidos por las comunidades de acuerdo a sus principios y tradiciones, y se reúnen con el alcalde municipal el primer domingo de cada mes, mientras que los Comités Comunitarios de Desarrollo y el Comité Municipal de Desarrollo organizan y facilitan la participación de las comunidades priorizando necesidades y problemas.

## Historia
Los primeros habitantes de Jalpatagua fueron pipiles y pocomames que lucharon por la soberanía ante la conquista española y lograron mantenerse independiente por más tiempo que las otras naciones indígenas. 
Con el nombre de "Xalpatagua" perteneció al curato de San Pedro Conguaco durante la colonia española.

### Tras la Independencia de Centroamérica
El Estado de Guatemala fue definido de la siguiente forma por la Asamblea Constituyente de dicho estado que emitió la constitución del mismo el 11 de octubre de 1825: «el estado conservará la denominación de Estado de Guatemala y lo forman los pueblos de Guatemala, reunidos en un solo cuerpo.  El estado de Guatemala es soberano, independiente y libre en su gobierno y administración interior.»
Jalpatagua fue uno de los municipios originales del Estado de Guatemala fundado en 1825; estaba en el departamento de Guatemala/Escuintla, cuya cabecera era la Nueva Guatemala de la Asunción, y tenía a los municipios de Guatemala, Amatitlán, Escuintla, Mixtán, Jalpatagua, Guazacapán, y Cuajiniquilapa.
La constitución del Estado de Guatemala promulgada el 11 de noviembre de 1825 también estableció los circuitos para la administración de justicia en el territorio del Estado y menciona que el poblado de Jalpatagua y varias de sus aldeas, como Coco, Azulco, Sapuyuca y Platanar, eran parte del Circuito del mismo nombre en el Distrito N.º 3 (Mita), junto con Sacualpa, Quezada, Tempisque, Conguaco, Comapa, Moyuta, Pasaco, San Vicente, San Diego, Laguna Grande, Don Melchor, San Isidro, Soyate y Coatepeque.

### Creación del departamento de Jutiapa
La República de Guatemala fue fundada por el gobierno del presidente capitán general Rafael Carrera el 21 de marzo de 1847 para que el hasta entonces Estado de Guatemala pudiera realizar intercambios comerciales libremente con naciones extranjeras.  El 25 de febrero de 1848 la región de Mita fue segregada de Chiquimula, convertida en departamento y dividida en tres distritos: Jutiapa, Santa Rosa y Jalapa.  Específicamente, el distrito de Jutiapa incluyó a Jutiapa como cabecera, Yupiltepeque, Asunción y Santa Catarina Mita y los valles aledaños que eran Suchitán, San Antonio, Achuapa, Atescatempa, Zapotitlán, Contepeque, Chingo, Quequesque, Limones y Tempisque;  además, incluyó a Comapa, Jalpatagua, Asulco, Conguaco y Moyuta.
El 30 de enero de 1886 el gobierno del general Manuel Lisandro Barillas declaró a Jalpatagua como municipio oficial del departamento de Jutiapa.

### Terremoto de 1913
El día sábado 8 de marzo de 1913 un terremoto de magnitud 6.4 azotó al territorio de Santa Rosa, destruyendo a la cabecera departamental, Cuilapa. Tanto el terremoto inicial como las réplicas destruyeron muchas casas, escuelas e incluso la catedral y la prisión, con una considerable cantidad de víctimas mortales; similar destrucción sufrieron las localidades de Cerro Redondo, Llano Grande y El Zapote, las cuales también sufrieron daños considerables.  También fueron dañados seriamente los poblados de Fraijanes, Pueblo Nuevo Viñas, Coatepeque y Jalpatagua. En el área del epicentro, el terremoto provocó derrumbes y bloqueo de caminos y carreteras, e incluso se reportó una larga grieta que se formó en el Cerro Los Esclavos.

## Recursos Naturales
Recolectan recurso provenientes del suelo como rocas y cultivos. Los suelos de Jalpatagua son de los más efecientes para brindar recursos en todo el departamento de Jutiapa. Además de los cultivos y bosques también existen varios ríos que proceden de otros municipios y también nacen del mismo municipios.

### Bosques
En Jalpatagua, los bosques son muy abundantes y variados en especies, pero debido a la deforestación el 50% de árboles han desaparecido y solo cuentan con unos pocos. Entre los distintos bosques que hay cuentan con:
- Bosques maderables: que se encuentran en todo el municipio y son laurel, fuachipilin, madre, cacao, cedro, ceiba y eucalipto.
- Bosques frutales: que brindan frutas como mango, anona, papaya, jocote, marañón, naranjo, nance, limón, café y otros.
- Bosques arbustales: Que se encuentran en las planicies del municipio extendiéndose a un territorio de 53.48 km²

### Agricultura
Entre los cultivos que cosechan están el maíz, frijol, maicillo, café, arroz que se exportan en grandes cantidades.

### Alcaldes de Jalpatagua
- Pedro Recinos
- Elías Lemus
- Fernando Aguilar
- Apolinacio Contreras Juárez
- Manuel Lemus Recinos
- Alberto Sandoval Farfán
- Mártir Recinos Pacheco
- Luís Alberto Barco
- Leonidas Bonilla Barco
- Antonio Ocaña
- Adrián Ruano Corado
- Javier Palma Castro
- Julio Recinos Salguero
- Arnoldo Recinos Salguero
- Héctor Mayén Chinchilla
- José Luís  Rueda
- Juan Antonio Pérez Enríquez
- Marco Antonio Morán
- Javier Agosto
- Juan José Ovando
- José María Enríquez
- Onofre Yaquián
- Marina Bonilla de Lara
- Edio González
- Armando Remberto Vásquez González
- Héctor Vinicio Recinos Corea
- Mario Efraín Enríquez Barrera
- Leonel Osberto Sazo Hernández
- Edwin Enrique Rueda
- Gustavo Adolfo Recinos
- Elmer Alejandro Argueta